# سكوت كينسكي
سكوت كينسكي (بالإنجليزية: Scott Krinsky)‏ مواليد 24 نوفمبر 1968 في واشنطن العاصمة، هو ممثل أمريكي بدأ مسيرته الفنية عام 1993.

## الأعمال

### أفلام
- المتحولون: الجانب المظلم للقمر
- جوبز

### مسلسلات
- تشاك

## روابط خارجية
- سكوت كينسكي على موقع IMDb (الإنجليزية)
- سكوت كينسكي على موقع أول موفي (الإنجليزية)
- سكوت كينسكي على موقع قاعدة بيانات الفيلم (الإنجليزية)